# Władysław Gąsiorowski

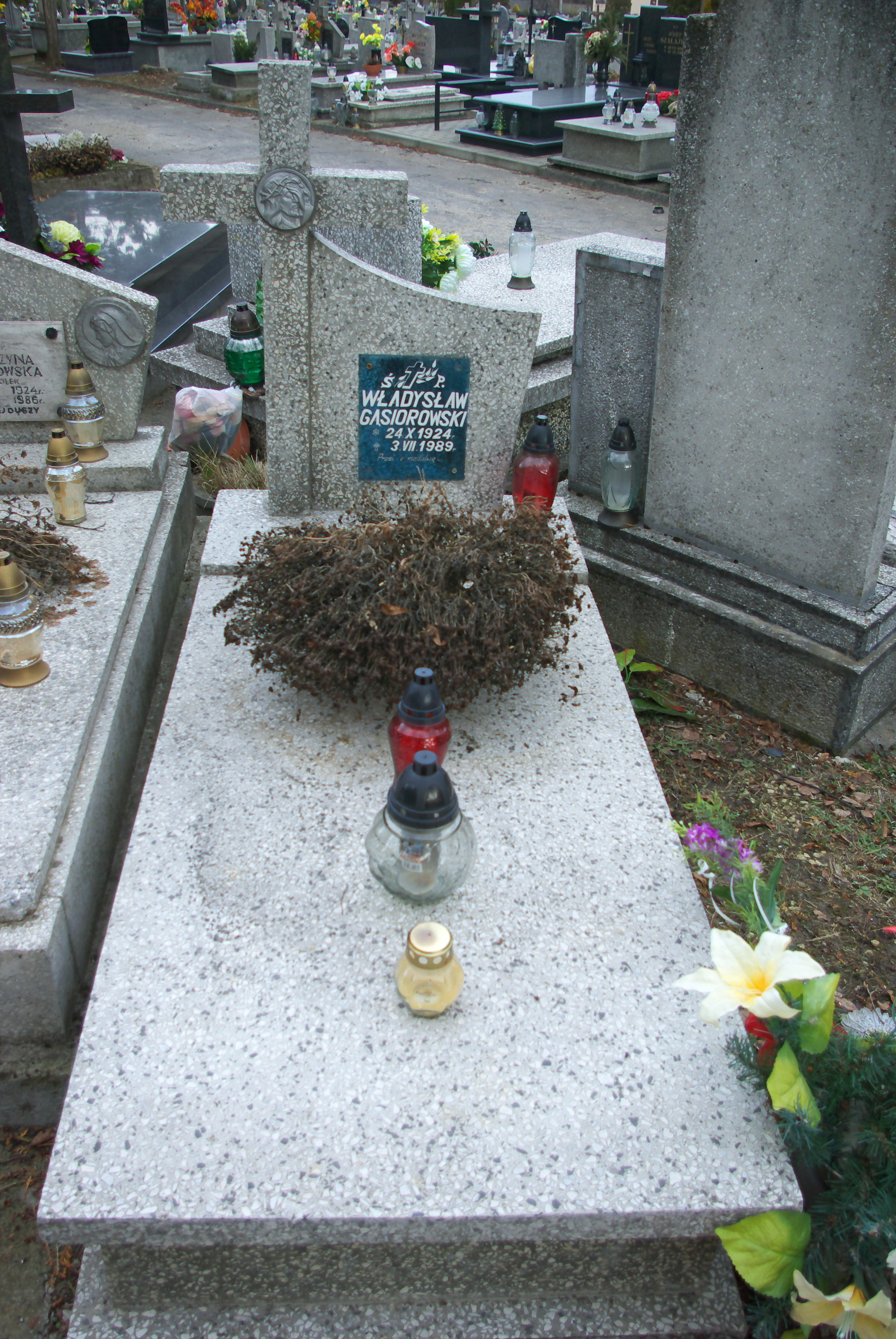
Nagrobek Władysława Gąsiorowskiego

Władysław Gąsiorowski (ur. 1924 w Myczkowie, zm. 3 lipca 1989 w Sanoku) – polski żołnierz, działacz partyjny, pracownik przemysłu motoryzacyjnego związany z Sanokiem. Świadek zbrodni Waffen-SS w Podgajach.

## Życiorys
Urodził się 18 lub 24 października 1924 w Myczkowie. Był synem Andrzeja i Paraskiewii. Podczas II wojny światowej wstąpił do ludowego Wojska Polskiego. W Przemyślu został żołnierzem 6 Pomorskiej Dywizji Piechoty, przydzielonym do 14 Pułku Piechoty. Od 24 grudnia 1944 odbył szlak na froncie wschodnim od końca grudnia 1944 przez Warszawę na północny zachód. 
Na przełomie stycznia i lutego 1945 brał udział w walkach o przełamanie Wału Pomorskiego. Uczestniczył w bitwie o Podgaje, a udając zmarłego przeżył zbrodnię w Podgajach, której 31 stycznia 1945 dopuścili się żołnierze Waffen-SS. W marcu 1945 uczestniczył w bitwie o Kołobrzeg, następnie w kwietniu 1945 w forsowaniu Odry. U kresu wojny w maju 1945 przebywał z wojskiem nad rzeką Łaba. Wraz z nim w wojsku służyli wówczas jego znajomi z Sanoka, np. Franciszek Harłacz, Emil Buras, Kazimierz Budka.
Następnie został skierowany na obszar Podhala, gdzie uczestniczył w walkach przeciwko polskiej partyzantce niepodległościowej w rejonie miejscowości Nowy Targ, Chabówka, Piwniczna. Po służbie w strażnicy Cicha Wojsk Ochrony Pogranicza, był w składzie grupy manewrowej, która udała się do miejscowości Jasiel na pomoc tamtejszym żołnierzom strażnicy. Został zdemobilizowany w 1948.
Do stycznia 1957 pracował w Hucie Stalowa Wola. Po wojnie był członkiem PPR, a później PZPR. Był sekretarzem Komitetu Powiatowego PZPR w Stalowej Woli. W 1957 powrócił do Sanoka, gdzie został zatrudniony w Fabryce „Sanowag”, późniejsza Sanocka Fabryka Autobusów „Autosan”. W listopadzie 1961 został powołany do składu Miejskiej Rady Narodowej w Sanoku na opróżnione miejsce. Był kierownikiem Wydziału Organizacyjnego KP PZPR w Sanoku. W SFA pracował na wydziale W-8. W 1975 ukończył roczny Wieczorowy Uniwersytet Marksizmu-Leninizmu dla aktywu robotniczego, organizowany w Ośrodku Propagandy Komitetu Zakładowego PZPR w SFA. Jako robotnik służby utrzymania ruchu w Autosanie 8 maja 1981 został wybrany członkiem KZ PZPR. W 1982 pracował w dziale energetycznym Autosanu. W 1984 został powołany na członka Inspekcji Robotniczo-Chłopskiej w Sanoku. Działał w ZBoWiD, ZŻWP, ORMO, TPPR. Był oficerem ludowego Wojska Polskiego, pod koniec lat 80. był porucznikiem w stanie spoczynku.
Zamieszkiwał w Sanoku przy ul. Tadeusza Kościuszki 18/20. W 1986 poparł redaktora Wiesława Koszelę, który sprzeciwił się ustanowieniu na fasadzie kościoła Przemienienia Pańskiego w Sanoku tablicy upamiętniającej żołnierzy SZP-ZWZ-AK Obwodu Sanok i ich dowódców (Michał Tokarzewski-Karaszewicz, Tadeusz Komorowski, Leopold Okulicki) oraz żołnierzy 2 Pułku Strzelców Podhalańskich, którzy do 1939 roku stacjonowali w Sanoku; w swojej korespondencji do „Gazety Sanockiej – Autosan” opublikowanej w wydaniu tej gazety napisał m.in.: „Gdzie są władze administracyjne, że pozwalają ks. S. na takie działanie? Może niedługo doczekamy się jeszcze tablic z nazwiskami Żubryda, Bandery, a później Wałęsy i Bujaka?”.
Zmarł 3 lipca 1989 w Sanoku. Został pochowany na Cmentarzu Centralnym w Sanoku 5 lipca 1989. Jego żoną była Katarzyna z domu Sołek (1924-1986), z którą ożenił się po wojnie podczas pobytu w Stalowej Woli.

## Ordery i odznaczenia
- Krzyż Kawalerski Orderu Odrodzenia Polski (1971)[17][4][5]
- Medal „Zasłużonym na Polu Chwały”[4]
- Medal 40-lecia Polski Ludowej[5]
- Medal za Warszawę 1939–1945[4]
- Medal za Odrę, Nysę, Bałtyk[4]
- Medal Zwycięstwa i Wolności 1945[4]
- Medal „Za udział w walkach o Berlin”[4]
- Brązowy medal „Za zasługi dla obronności kraju”[5]
- Odznaka „Zasłużony dla województwa krośnieńskiego”[5]
- Odznaka „Zasłużony dla Sanockiej Fabryki Autobusów” (1975)[18]
- Odznaczenia wojskowe i resortowe[5]